# أوليفر إيفرسوي

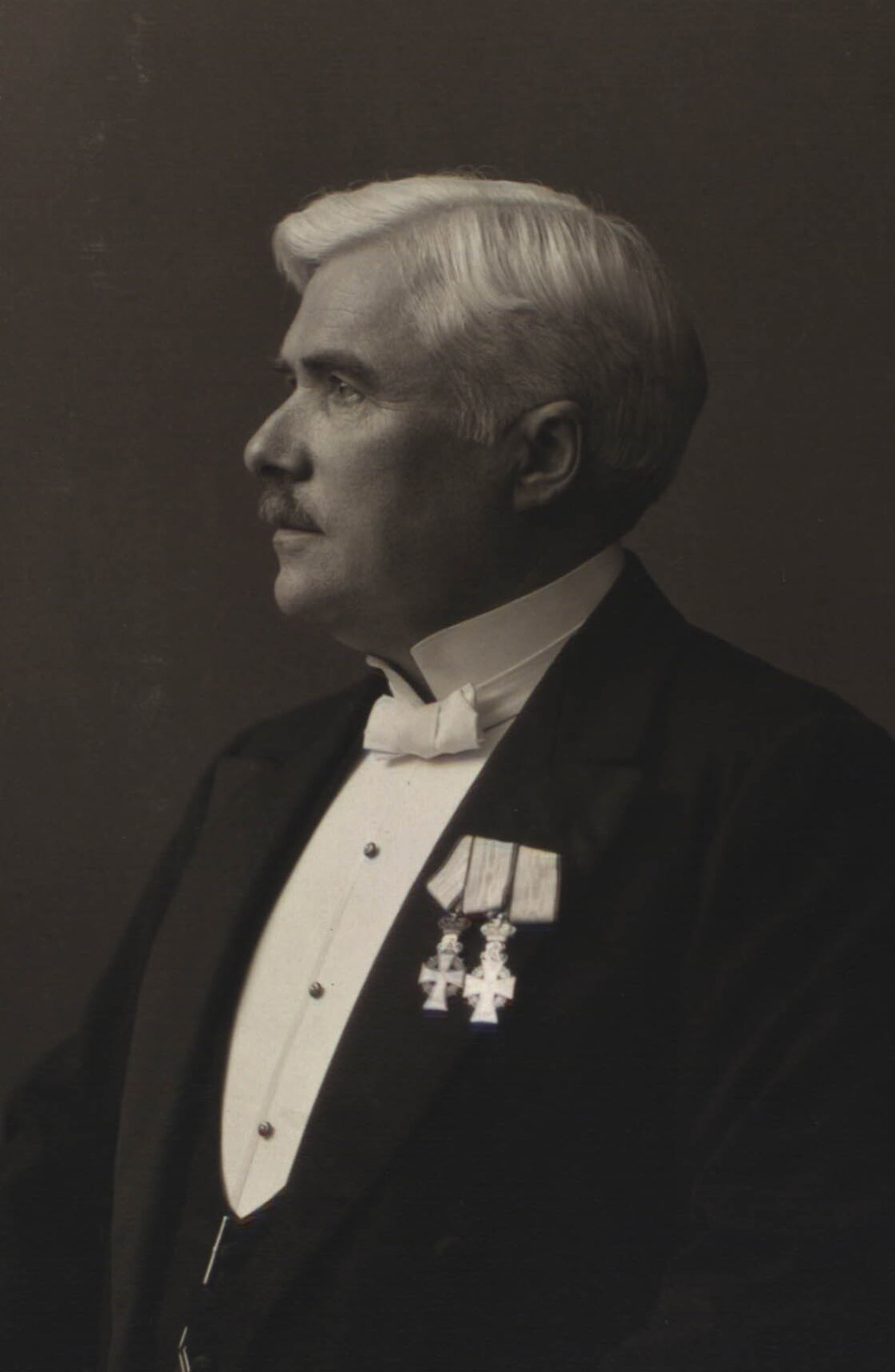
أوليفر إيفرسوي.

أوليفر يوهان لودفيج توماس (ولد في 8 مارس 1933 ومات في 20 مارس 1863) جزر فارويون وهو مسؤول وسياسي لجزر فارو ضمن حزب الاتحاد في جزيرة فارو. كان إيفرسو عضوًا في برلمان جزر فارو عن بلدية لسويوروي في الأعوام 1889-1893 و1900-1901 و 1905-1931.
ولد <b>ايفرسوي</b> في تفوريري .  لقبه يعود إلى جزيرة إفرسي الأيسلندية (جزيرة أولد نورفيزي «جزيرة المد»).  كان نجل المسؤول المحلي ( سيسيلمان ) جودموند كريستي لورينتيس إيسهولم إيفرسو وشقيق عالم الهندسة الزراعية والشاعر والسياسي راسموس إيفرسو (1857-1916) والمحامي بول إيفرسو ( 1871-1926 ). 
حصل على شهادة في القانون من جامعة كوبنهاغن في عام 1882 ، ثم عمل في Suðuroy كنائب مسؤول محلي من 1883 إلى 1894 وكمسؤول محلي من 1894 إلى 1920. كان عضوًا في مجلس بلدية ( فروبير ) من عام 1888 إلى 1905 ، وعمدة البلدية من عام 1889 إلى 1905. عمل إيفرسو أيضًا كموظف بريدي في ترونجيسفور من عام 1883 إلى عام 1905 ، وعضوًا في مجلس إدارة بنك فارو أمستس سبكاسي في الفترة من 1918 إلى 1923 ، وكعنصر مطالبات لسويوروي من 1894 إلى 1905. كان إيفرسو أيضًا نشطًا جدًا في حركة الاعتدال وهي حركة ضد احتساء الكحول. 
توفى إيفرسو في شارلوتينلوند ، الدنمارك . 